# 国際連合総会

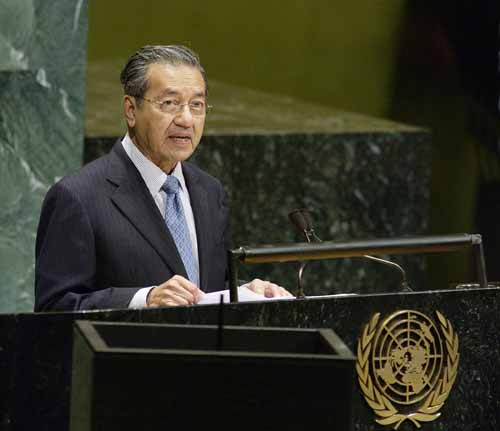
国際連合総会で演説するマレーシアのマハティール・ビン・モハマド首相

国際連合総会（、英語: United Nations General Assembly）は、国際連合の主要機関の一つ。基本的に全ての国際連合加盟国が参加する。

## 沿革
国際連合総会の第1回は、1946年1月にイギリスロンドンのメソジスト中央公会堂で開催された。その後、第3回は1948年9月にフランスパリのシャイヨ宮で開催されている。第7回の1952年より現在のアメリカニューヨークの国際連合本部で開催されて現在に至る。

## 機能
国際連合憲章に定められた問題を討議して加盟国・安全保障理事会に対して勧告することができる。しかし、加盟国への拘束力が生じるのは、国際連合安全保障理事会決議のみで、国際連合総会決議は勧告的効力に留まる。（憲章第10条）国際連合内部における事項に関しては、法的拘束力を有する。
具体的には以下の5つが挙げられる。
- 平和と安全の維持に関する一般原則の審議と勧告（憲章第11条）
- 政治的、経済的、社会的、文化的、教育的及び保健的分野において国際協力を促進すること。（憲章第13条(1)a,b）
- 国際法の漸進的発達及び法典化を奨励すること。（憲章第13条(1)a）
- 人種、性、言語又は宗教による差別なくすべての者のために人権及び基本的自由を実現するように援助すること。（憲章第13条(1)b）
- 国際連合の予算を審議・承認し、加盟国への各種負担金の割当て、専門機関の財政上・予算上の取極めの審議・承認と勧告目的の専門機関の行政的予算の検査（憲章第17条）

## 構成
193の国際連合加盟国全てが参加となり、議決においては各国がそれぞれ1票ずつの投票権を有している。またバチカン市国とパレスチナ自治政府（パレスチナ国）はオブザーバー参加とされている。過去には、ソビエト連邦が崩壊するまではソビエト連邦構成共和国であるウクライナ・ソビエト社会主義共和国と白ロシア・ソビエト社会主義共和国にもソビエト連邦政府とは別枠で1票が与えられていた。
議決は出席して投票した加盟国の過半数の賛否によって決定される。ただし、重要案件に関しては、3分の2以上の多数が必要となる。1960年代以降にはコンセンサス方式も導入されている（憲章第18条）。
総会開幕時には、各国首脳による一般討論演説が行われ、各国首脳が順に登壇し一人15分以内で演説を行う。演説の順序は、一番目がブラジル、二番目がアメリカ合衆国となることが慣例となっている。一番目がブラジルとなる理由としては、国際連合安全保障理事会常任理事国の地位を断念した代償とする説や、かつて各国が忌避した1番目をブラジルが引き受けてくれたからとする説など、諸説唱えられている。二番目がアメリカになるのは、国際連合総会がニューヨーク州ニューヨークの国際連合本部ビルにある専用会議場で開催され、アメリカがホスト国を務めるためである。
三番目以降は演説者の地位により国際連合事務局が決定するため、毎回順序が変動する。外交プロトコルに則って国家元首など地位が上の者から順に演説することになるが、各国から演説日時について第一希望から第三希望まで提示されるため、それらも考慮されたうえで順序が決められる。

## 会期

### 通常会
毎年9月の第3火曜日から「通常会期（regular session）」が開かれる。会期開始日はその60日以上前に事務総長から各加盟国に通達される。毎年の慣例として2クールに分けられて、前半はクリスマス前までで、後半は年明けで開催されている。
会期終了日は各会期の初めに設定される。前の総会での決定あるいは加盟国過半数の要請に従って別の場所で開かれている場合を除き、国連本部（ the Headquarters of the United Nations ）で開かれる。総会は、総会を一時的に休会したり後日再開したりすることを、いかなる総会においても決定できる。

### 特別会
憲章第20条に基づき、安全保障理事会の要請、または、国際連合加盟国の過半数の要請により、事務総長が各加盟国を招集し「特別会期（special session）」を開くことができる。これまでに「国際連合軍縮特別総会」が1978年、1982年、1988年に、「国際連合経済特別総会」が1974年、1975年、1980年、1990年に、「国際連合環境開発特別総会」が1997年に開かれた。

### 緊急特別会
1950年の「平和のための結集決議」（総会決議377）に基づき、安全保障理事会の9か国の賛成投票による要請、または、加盟国の過半数の要請により、事務総長が各加盟国を招集し24時間以内に「緊急特別会期（emergency special session ）」を開くことができる。これは、総会が開かれていない時期に「平和に対する脅威」、「平和の破壊」、または、「侵略行為」が発生し、かつ、それにもかかわらず安全保障理事会がその責務を果たしていない場合（e.g. ある常任理事国が自国や同盟国の擁護のため拒否権を発動し適切な安保理決議が不可能に見える場合）において要請できるものである。これまでに、11回の緊急特別会期が設定されている。

## 選出

地域グループによる総会の構成
アフリカグループ
アジア太平洋グループ
東ヨーロッパグループ
ラテンアメリカ・カリブ海グループ
西ヨーロッパ・その他グループ
その他

国際連合総会は様々な機関の選出を行い、最も重要な選出事案に以下がある。
- 国際連合総会議長の選出
- 国際連合安全保障理事会の非常任理事国の選出
- 国際連合経済社会理事会の理事国の選出
- 国際連合信託統治理事会の理事国の選出
- 国際連合人権理事会の理事国の選出
- 国際司法裁判所の判事の選出（国際連合安全保障理事会と共同選出）

## 組織
以下の分科組織がある。各委員会には全国際連合加盟国のメンバーが在籍し、各会期始めに議長1名と副議長3名、報告者1名が選出される。また招待を受けた国際連合総会オブザーバーも参加することができる。

### 主な委員会
主な委員会（Committee）として以下の6つがある。
- 第1委員会：The 1st Committee (DISEC, Disarmament and International Security)：軍縮・国際安全保障
- 第2委員会：The 2nd Committee (ECOFIN, Economic and Financial)：経済財政
- 第3委員会：The 3rd Committee (SOCHUM, Social, Cultural, and Humanitarian)：社会人道文化
- 第4委員会：The 4th Committee (SPECPOL, Special Political and Decolonisation)：特別政治・非植民地化
- 第5委員会：The 5th Committee (Administrative and Budgetary and general)：行政予算
- 第6委員会：The 6th Committee (Legal)：法律

また以下がある。
- 信任委員会 (Credentials Committee)
- 一般委員会（General Committee）

### その他委員会
その他委員会（Commission）として以下がある。
- 国際連合軍縮委員会（United Nations Disarmament Commission）
- 国際公務員委員会（International Civil Service Commission）
- 国際法委員会（International Law Commission）
- 国際連合国際商取引法委員会（United Nations Commission on International Trade Law：UNCITRAL）
- 国際連合調停委員会（United Nations Conciliation Commission）
- 国際連合平和構築委員会（United Nations Peacebuilding Commission）

### 執行役員会
各機関の最高執行役員会（Executive Board）として以下がある。
- 国際連合児童基金最高執行役員会（Executive Board of the United Nations Children's Fund）
- 国際連合開発計画・国際連合人口基金最高執行役員会（Executive Board of the United Nations Development Programme and of the United Nations Population Fund）
- 国際連合世界食糧計画最高執行役員会（Executive Board of the World Food Programme）

各機関の執行役員会（Board）として以下がある。
- 監査執行役員会（Board of Auditors）
- 貿易開発執行役員会（Trade and Development Board）
- 国際連合統合執行役員会（United Nations Joint Staff Pension Board）
- 軍縮問題顧問役員会（Advisory Board on Disarmament Matters）

### その他
- 国際連合人権理事会（United Nations Human Rights Council：UNHRC）

2006年6月に「Council（理事会）」を称する機関として設立され、形式上は「国際連合総会」の下部組織とされている。